# Hietajärvi (sjö i Jockas, Södra Savolax)
Hietajärvi är en sjö i kommunen Jockas i landskapet Södra Savolax i Finland. Sjön ligger 85 meter över havet. Arean är 2,43 kvadratkilometer och strandlinjen är 10,04 kilometer lång. Sjön  ingår i Vuoksens huvudavrinningsområde.   Den ligger omkring 36 kilometer öster om S:t Michel och omkring 230 kilometer nordöst om Helsingfors. 
I sjön finns öarna Kalmasaari och Selkäsaari. 